# Nopoiulus breuili
Nopoiulus breuili är en mångfotingart som beskrevs av Henri W. Brölemann 1921. Nopoiulus breuili ingår i släktet Nopoiulus och familjen pärlbandsfotingar. Inga underarter finns listade i Catalogue of Life.